# Qutham ibn Abbas
Qutham ibn al-ʿAbbās, o también Qusam o Kusam (árabe: قثم بن العباس), (c. 624 en Medina, 677 en Samarcanda) fue un estadista y predicador árabe. Se desempeñó como líder de La Meca durante el reinado del califa Ali ibn Abi Talib y fue uno de los participantes en la conquista de Asia Central por parte del califato árabe. Se le reconoce como el primer predicador del Islam en el territorio del actual Uzbekistán.

## Biografía
Nació hacia el año 624 en Medina. Era primo hermano del fundador del Islam, Mahoma, y más tarde se convirtió en uno de sus compañeros. Durante el gobierno del califa Ali ibn Abi Talib, ocupó el cargo de gobernante de La Meca. Durante el reinado de Muawiya ibn Abi Sufyan, participó en la conquista de Asia Central bajo el liderazgo del gobernador de Khorasan, Said ibn Uthman.
Por orden de Said ibn Uthman, permaneció en Samarcanda y se dedicó a propagar y difundir el Islam, así como a implementar las reglas de la sharía en la ciudad, a través de varias guerras. En el 677, Samarcanda fue atacada por los sogdianos, y Qutham ibn Abbas murió defendiendo la ciudad.
Fue enterrado en el cementerio Bonu nozhiya en Samarcanda. Durante el gobierno del último gobernante del estado selyúcida, el sultán Ahmad Sanjar (1118-1157), se construyó en este cementerio una madrasa llamada Kusamiya (aunque hoy en día ya no existe). Durante el reinado del líder turco Tamerlán, se construyó un mausoleo para Qutham ibn Abbas en su tumba, adornado con varias inscripciones árabes y diseños de Asia Central del período Timúrida. Más tarde, este edificio pasó a formar parte del complejo Shah-i-Zinda (un conjunto de mausoleos de la nobleza Karakhanid y Timúrida), que se considera uno de los monumentos únicos de la arquitectura medieval de Asia Central.